# Bolmån
Bolmån är ett vattendrag i Småland som avvattnar sjön Bolmen och är Lagans största tillflöde. Längden inklusive källflöden är över 150 kilometer. Medelvattenföringen är 21 m³/s vid mynningen. Bolmån avrinner söderut från Bolmen via Skeens kraftstation, rinner sedan österut till Kösen varifrån den flyter söderut mot Exen och Lagan.